# Dejan Pikula
Dejan Pikula (Servisch: Дејан Пикула) (31 juli 1969) is een schaker uit Servië met een FIDE-rating 2434 in 2016. Hij is sinds 2002 een grootmeester. Vroeger speelde hij voor Joegoslavië.

## Resultaten
In april 2005 speelde hij mee in het toernooi om het kampioenschap van Servië-Montenegro en eindigde daar met 7.5 punt uit 13 ronden op de vijfde plaats. In januari 2012 won hij met 7.5 pt. uit 9 het open kampioenschap van Belgrado. In 2014 eindigde hij bij dit toernooi op de vijfde plaats.  In 2015 eindigde hij bij dit toernooi op een gedeelde derde plaats.

## Externe koppelingen
- (en)   Informatie over schaakpartijen van Dejan Pikula op ChessGames.com
- (en)   Informatie over schaakpartijen van Dejan Pikula op 365chess.com
- (en)  FIDE-ratinggegevens voor Dejan Pikula